# Todomondo

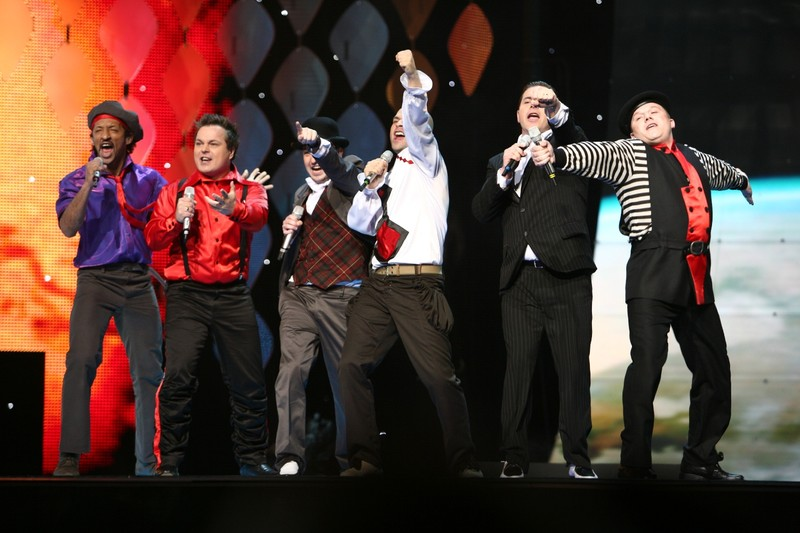
Todomondo tijdens het Eurovisiesongfestival 2007

Todomondo (aanvankelijk Locomondo) was een Roemeense gelegenheidsgroep die in 2007 deelnam aan het Eurovisiesongfestival.

## Bandleden
- Andrei Ștefănescu
- Ciro de Luca
- Kamara Ghedi
- Bogdan Tașcău (Mister M)
- Valeriu Răileanu
- Vlad Crețu

## Eurovisiesongfestival
De groep Locomondo werd in 2006 gevormd door zes leden die ieder afzonderlijk al successen hadden gekend in de Roemeense muziekindustrie. Ze sloegen de handen ineen in een poging deel te nemen aan het Eurovisiesongfestival. Begin 2007 trad de groep aan in de Roemeense nationale voorronde met het lied Liubi, Liubi, I love you, dat vooral opviel door de meertaligheid. Ieder groepslid zong in een verschillende taal: Crețu in het Engels, De Luca in het Italiaans, Tașcău in het Spaans, Răileanu in het Russisch, Ghedi in het Frans en Ștefănescu in het Roemeens.
Een van de gedoodverfde favorieten, Dracula, my love van Simplu & Andra, werd tijdens de nationale finale gediskwalificeerd en Locomondo werd uiteindelijk uitgeroepen tot winnaar. De groep werd daarmee aangewezen om Roemenië te vertegenwoordigen op het Eurovisiesongfestival 2007, dat in de Finse hoofdstad Helsinki werd gehouden. In de aanloop naar het festival werd de groepsnaam aangepast naar Todomondo, aangezien in Griekenland al een band met de naam Locomondo actief was.
In Helsinki mocht Todomondo, volgens de toen geldende regels, de halve finale overslaan. Dankzij het top 10-resultaat van Roemenië in 2006 was het land automatisch gekwalificeerd voor de finale. Todomondo eindigde met 84 punten op de dertiende plaats. Van Spanje en Moldavië ontving de Roemeense inzending het maximum van 12 punten.
Behalve Liubi, Liubi, I love you bracht de groep geen andere singles uit. Kort na het Eurovisiesongfestival gingen de leden van Todomondo ieder hun eigen weg.
1994: Dan Bittman · 
1998: Mălina Olinescu · 
2000: Taxi · 
2002: Monica Anghel & Marcel Pavel · 
2003: Nicola · 
2004: Sanda Ladoși · 
2005: Luminița Anghel & Sistem · 
2006: Mihai Trăistariu · 
2007: Todomondo · 
2008: Nico & Vlad Miriță · 
2009: Elena Gheorghe · 
2010: Paula Seling & Ovi · 
2011: Hotel FM · 
2012: Mandinga · 
2013: Cezar · 
2014: Paula Seling & Ovi · 
2015: Voltaj · 
2017: Ilinca feat. Alex Florea · 
2018: The Humans · 
2019: Ester Peony · 
2021: Roxen · 
2022: WRS · 
2023: Theodor Andrei